# Tmesisternus bruijnii
Tmesisternus bruijnii è una specie di coleottero del genere Tmesisternus, famiglia Cerambycidae. Fu descritta scientificamente da Gestro nel 1876 e abita frequentemente le foreste tropicali della Papua Nuova Guinea. È una specie che raggiunge dimensioni tra i 15 e i 20 mm.